# Zalavári apátság

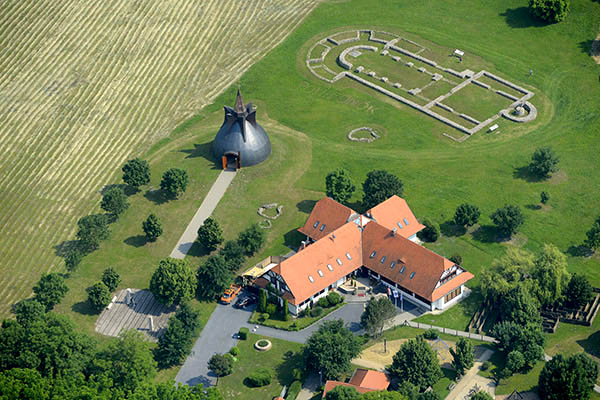
Zalavár, Történelmi Emlékpark

A Zala folyó és a Kis-Balaton mocsárvilágában, a mai Zalavár községtől nyugatra fekvő Vársziget déli felén épült Zalavári bencés apátságot még valamikor Szent István király alapította.

## Története
A Vársziget déli felén álló apátság építésének ideje valamikor az 1019-es évek utánra tehető, miután az itt álló templomot 1019-ben Szent Adorján tiszteletére újjászentelték. A templom mellett egykor állt Priwina Mosaburgi udvarházának maradványai felhasználásával létesült az egykori bencés monostor, melynek szerzetesei közül később Gellért püspök dél-alföldi térítőmunkáját ketten is segítették.
A monostor 1250 után mint hiteleshely működött, segítve a környék  birtokosai ügyeinek írásba foglalását, mint hiteleshely körülbelül 1500 oklevelet állított ki.
A monostor birtokai közé hosszabb ideig tartozó települések a következők voltak: Apáti, Besenyő, Csács, Esztergár, Orosztony, Rada, Zalavár, később Buberek és Ferkend Zala vármegyei falvak.
1341-ben a sekrestyében tűz támadt, megsérült a monostor levéltára is, megsemmisültek az egyház legkorábbi oklevelei is. 1575-ben a török veszély miatt a szerzetesek Vasvárra költöztek. Ekkor már az épületek is nagyon rossz állapotban voltak. Ez évtől az országgyűlés a monostor hiteleshelyi tevékenységét is megszüntette.
Az apátság köré négy hengeres toronnyal épült váráról 1443-ban történt említés. Későbbről, 1553-ból fennmaradt a várról és az apátság ingóságairól készült részletes, magyar nyelvű leltár is, mely 8 apátsági falu igás állományaként 252 ökröt és 54 lovat említett.
1568-ban pedig a fennmaradt adatok szerint már csak 5 tagja volt a konventnek.
A törökök nem tudták bevenni. 1702-ben a bécsi haditanács elrendelte felrobbantását, nehogy „lázadók” kezére kerüljön. Köveit a környékbeliek elhordták.
Zalavár javadalmait és birtokjogát 1715-től az alsó-ausztriai göttweigi apátság kapta meg, mely az új monostort és templomot az 1770-es években Zalaapátiban építette fel, amely 1873-ban Pannonhalma joghatósága alá került.
Az 1702-ben felrobbantott késő középkori épületegyüttest Guilio Turco hadmérnök 1569-ben készült rajza ábrázolja.